# François d'Orléans (1935-1960)
Pour les articles homonymes, voir François d'Orléans.
François Gaston Michel Marie d’Orléans, né au manoir d'Anjou à Woluwe-Saint-Pierre en Belgique, le 15 août 1935 et mort pour la France à Imzouagh (Iferhounène), en Algérie, le 11 octobre 1960 est un militaire français. Descendant du roi Louis-Philippe Ier, il reçoit de son père à titre posthume le titre de courtoisie de duc d’Orléans.

## Biographie

### Enfance et scolarité
Né au manoir d'Anjou à Woluwe-Saint-Pierre, le 15 août 1935, François d'Orléans est le quatrième des onze enfants et le deuxième fils d'Henri d'Orléans, comte de Paris et prétendant au trône de France, et de son épouse, Isabelle d'Orléans-Bragance. Ondoyé à la naissance, il est baptisé dans l'intimité au manoir d'Anjou le 25 août 1935 par l'abbé Louis Charles de Dartein, jadis précepteur du comte de Paris, en présence du grand-père du nouveau-né le duc de Guise. Son parrain est le prince Pierre-Gaston d'Orléans-Bragance, son oncle maternel et sa marraine est la princesse Françoise d'Orléans, sa tante paternelle,.
Son père ne pouvant vivre en France du fait de la loi d'exil de 1886, François d'Orléans passe les premières années de sa vie en Belgique (jusqu'en 1940), au Maroc, en Espagne et au Portugal. En 1947, il accompagne son frère Henri, autorisé par dérogation à effectuer ses études à Bordeaux, et visite la France pour la première fois. C'est seulement au début des années 1950, à la suite de l'abrogation de la loi d'exil, qu'il s'installe en France avec sa famille. Il effectue son année de seconde (1952-1953) à l'institut Saint-Paul de Cherbourg, rue Amiral-Courbet. Il devient ensuite pensionnaire au collège des Oratoriens de Pontoise où il obtient son baccalauréat avant de poursuivre ses études à l'institut agricole de Beauvais d'où il sort avec un diplôme d'ingénieur agronome en 1958.

### Carrière militaire
Après avoir été incorporé en septembre 1958 à Mont-de-Marsan où il effectue ses classes, il est transféré à Pau et à Bordeaux pour suivre des stages parachutistes. En mars 1959, il entre à l'École d’officiers de Cherchell en Algérie d'où il sort aspirant en août de la même année. Il rejoint alors les rangs du 7e bataillon de chasseurs alpins, unité créée par son ancêtre Ferdinand-Philippe d'Orléans. 
Promu sous-lieutenant, il participe à de nombreux combats ce qui lui vaut, le 15 mars 1960, une citation à l'ordre de la brigade avec attribution de la Croix de la Valeur Militaire avec étoile de bronze. En septembre 1960, il rentre en France pour effectuer un stage à École militaire de haute montagne à Chamonix puis il regagne l'Algérie. Quelques jours plus tard, le 11 octobre 1960, il est tué dans le secteur du village d'Imzouagh (Iferhounène) alors qu'il cherchait à porter secours à l'un de ses harkis blessé, au cours d'un combat engagé à la suite de la découverte d'importantes caches d'armes.
Déclaré Mort pour la France,, il est décoré le 14 janvier 1961, chevalier de la Légion d'honneur à titre posthume par un décret du général de Gaulle, alors président de la République,. 
Le 13 octobre 1960, son père lui donne à titre posthume le titre de courtoisie de duc d'Orléans,.
Après des obsèques, deux jours après sa mort, à l'hôpital Maillot à Alger, en présence de Paul Delouvrier, délégué général du gouvernement français en Algérie, son corps rejoint ceux de ses ancêtres en la Chapelle royale de Dreux, le 17 octobre 1960.

## Hommages
- Le général de Gaulle écrira : « Le sacrifice du jeune prince François, mort glorieusement pour la France, ajoute un service exemplaire à tous ceux que sa race a rendus à la patrie et qui sont la trame de notre histoire »[8].
- Le 8 février 1961, la 101e promotion de l'école militaire d'infanterie de Cherchell a été baptisée « Promotion Sous-lieutenant François d’Orléans »[9].
- L'allée face au château du Nouvion-en-Thiérache (Aisne) est nommée "Allée du sous-lieutenant François d'Orléans" en son hommage.

## Décorations
- Chevalier de la Légion d’honneur à titre militaire (à titre posthume le 13 octobre 1960, décret du 14 janvier 1961)[10],[11]
- Croix de la Valeur militaire avec palme (décret du 14 janvier 1961)[10],[12] et étoile de bronze (15 mars 1960)
- Croix du combattant
- Médaille commémorative des opérations de sécurité et de maintien de l'ordre en Afrique du Nord avec agrafe « Algérie »[10]